# Eucteniza stolida
Eucteniza stolida är en spindelart som först beskrevs av Willis J. Gertsch och Stanley B. Mulaik 1940.  Eucteniza stolida ingår i släktet Eucteniza och familjen Cyrtaucheniidae. Inga underarter finns listade i Catalogue of Life.